# Hanín
Hanín je smíšený dubo-borový les, který se nalézá pod Přerovskou hůrou na hranici katastrálních území středočeských obcí Přerov nad Labem, Litol (část Lysé nad Labem) a Semice. Po jeho hranici vede silnice II/272.
Protéká jím nepojmenovaná bystřina, která vytéká mj. z tůně v přírodní rezervaci Vrť. Ta nedaleko zdymadla Lysá nad Labem ústí do řeky Labe. 